# Maré Tardia (banda)
Maré Tardia é uma banda brasileira de rock alternativo formada em 2019 em Vila Velha, Espírito Santo.

## História
Formada em Vila Velha, ES em 2019, a banda surgiu pela vontade de Bruno Lozório (vocalista e guitarrista) de preencher uma lacuna no cenário musical da cidade. Em entrevista ao Tribuna Online, ele afirma: "Sempre gostei desses estilos e não havia bandas assim em Vila Velha, que é uma cidade com uma cena com mais bandas de hardcore e punk”.
No ano de 2021, a banda lançou os singles "Maré Tardia", "Árvores Azuis", "Linda Estrada" e "Aulus", sendo os dois últimos selecionados para a lista Indie Brasil do Spotify em junho e setembro de 2021, respectivamente. Todos os lançamentos da Maré Tardia dessa época foram produzidos pelos próprios integrantes de forma idependente. A partir do single "Tarde Demais" (2024), a banda passou a trabalhar com a gravadora Deckdisc.
No dia 30 de abril de 2025 foi lançado o segundo álbum do grupo, intitulado Sem Diversão pra Mim. O disco teve inspirações de Amyl and the Sniffers, Nirvana, IDLES, Wavves e Los Hermanos, enquanto o primeiro, autointitulado, é mais voltado a Vila Velha.

## Aparições

#### Shows e festivais
Em 2023, a banda participou da segunda edição do festival de rock capixaba Peixe Boi Fest.
Em 2024, a Maré Tardia participou de um show da banda de hardcore melódico Dead Fish com mais cinco outras.
No dia 4 de julho de 2025, foi anunciada a presença da banda no Santa Bárbara Rock Fest 2025.
Foi confirmada em julho de 2025 a participação da banda na edição de 30 anos do Goiânia Noise Festival no dia 6 de setembro de 2025. O evento deve contar com a presença de artistas como Black Pantera, Ratos de Porão, Rogério Skylab, Garotos Podres, Jovens Ateus, entre outros.

## Discografia

#### Álbuns
- Maré Tardia (2022)
- Sem Diversão pra Mim (2025)

#### EPs
- Jovens Estúpidos (2023)

#### Singles
- "Maré Tardia" (2021)
- "Árvores Azuis" (2021)
- "Linda Estrada" (2021)
- "Aulus" (2021)
- "Verão Hippie" (2022)
- "Surf Punk" (2022)
- "Mosquito" (2022)
- "Vila Velha" (2022)
- "Prefiro Vila Velha" (2023)
- "As Ondas" (2023)
- "Vqvcssmefmt (Vi Que Você Saiu Sem Mim e Fiquei Muito Triste)" (2023)
- "Depressão" (2023)
- "Strokinho" (2024)
- "Tarde Demais" (2024)
- "Já Sei Bem" (2025)
- "Nadavai" (2025)